# Eupithecia rubidimixta
Eupithecia rubidimixta är en fjärilsart som beskrevs av Louis Beethoven Prout 1916. Eupithecia rubidimixta ingår i släktet Eupithecia och familjen mätare. Inga underarter finns listade i Catalogue of Life.

## Bildgalleri

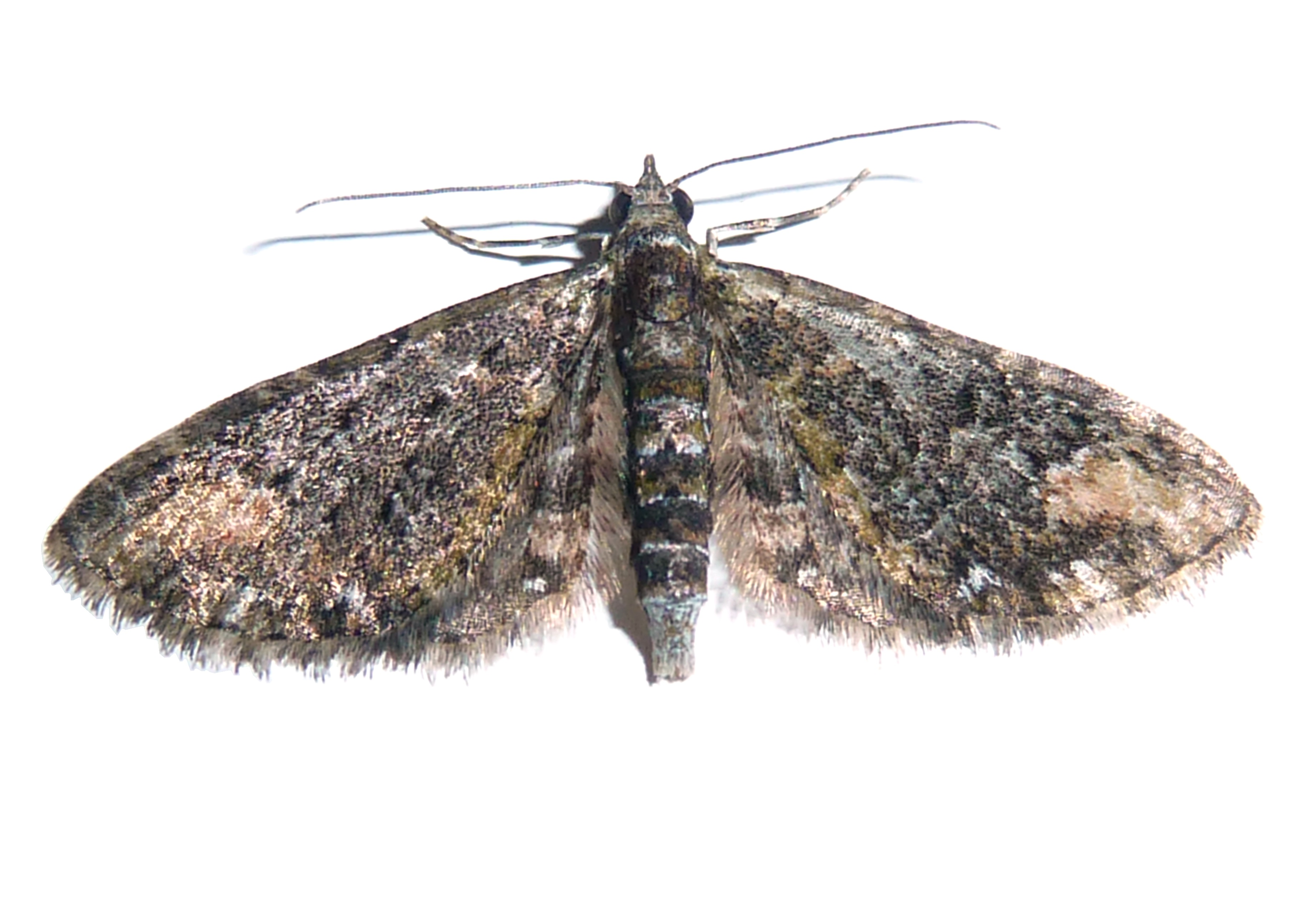